# Margarete Blank

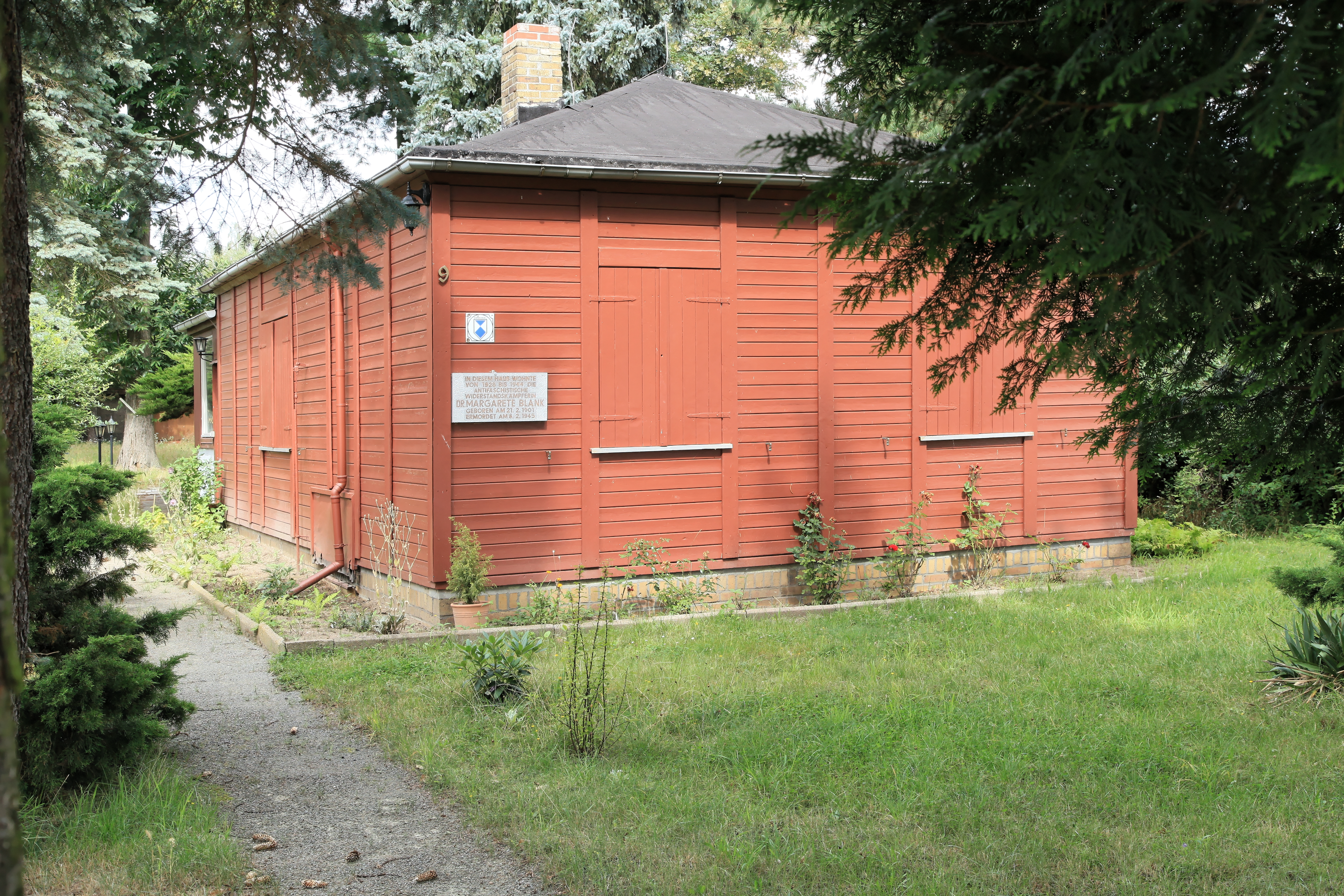
Margarete-Blank-Haus und -Gedenkstätte in Panitzsch

Margarete Blank, genannt Margot (* 21. Februar 1901 in Kiew; † 8. Februar 1945 in Dresden) war eine deutsche Ärztin.

## Leben

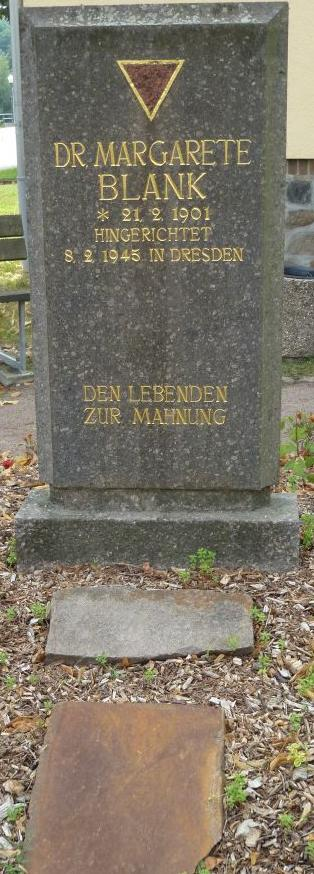
Gedenkstein in Panitzsch

Die Tochter deutsch-baltischer Eltern – eines Ingenieurs und einer Zahnärztin – übersiedelte 1919 zusammen mit ihrem Vater und ihren Geschwistern Herbert und Eleonore nach Deutschland. Der Vater ging nach kurzer Zeit nach Berlin, die Geschwister nach Leipzig. Dort lernten Margarete und Eleonore Blank andere Deutsch-Balten kennen, die in Leipzig studierten, wie die Brüder Georg und Valentin Sacke und Siegfried Behrsing, der Eleonore heiratete.
Im Jahr 1921 nahm Blank an der Universität Leipzig ein Medizinstudium auf. Anfangs staatenlos, erhielt sie 1924 die deutsche Staatsangehörigkeit. Nach Abschluss des Studiums 1927 arbeitete sie an der Universität als Medizinalpraktikantin in der Chirurgischen Klinik. Ab 1929 war sie als Ärztin mit eigener Landarztpraxis in Panitzsch bei Leipzig tätig und erlangte 1932 an der Universität Leipzig im Fach Medizingeschichte bei Henry E. Sigerist mit einer Dissertation zum Thema „Eine Krankengeschichte Herman Boerhaaves und ihre Stellung in der Geschichte der Klinik“ die Doktorwürde.
In der Zeit des Nationalsozialismus betreute sie Kinder verhafteter Antifaschisten. Das Institut für Marxismus-Leninismus behauptete in den von ihm herausgegebenen DDR-Standardwerken, Blank habe sich 1935 der Widerstandsgruppe um Alfred Frank angeschlossen, jedoch war sie in keiner Widerstandsgruppe aktiv, stand aber dem NS-Regime sehr ablehnend gegenüber. So weigerte sie sich den Deutschen Gruß zu zeigen und der NSDAP beizutreten.
Als sie 1944 bei der Behandlung der Kinder eines an der Front befindlichen Oberstabsarztes gegenüber dessen Frau Zweifel am „Endsieg“ äußerte, denunzierte dieser Arzt, Werner Benne, seine Kollegin anlässlich eines Heimaturlaubs. Daraufhin verhaftete die Gestapo Blank am 14. Juli 1944 als „bolschewistische Spionin und Agentin“. Der aus Berlin angereiste 6. Senat des Volksgerichtshofs verurteilte sie am 15. Dezember 1944 im Schwurgerichtssaal des Dresdner Landgerichts wegen „schwer zersetzender Äußerungen“ zum Tode. Am Abend des 8. Februar 1945,  starb Margarete Blank im Hof des Landgerichtsgebäudes unter dem Fallbeil.
Ein Teil ihrer Privatbibliothek befindet sich heute im Sächsischen Staatsarchiv – Staatsarchiv Leipzig.
Am 6. November 2019 erfolgte im Bürgerhaus Zweenfurth die Gründung des Vereins „Dr.-Margarete-Blank-Gedenkstätte Panitzsch e. V.“, der es sich zur Aufgabe gemacht hat, ihr Wohnhaus zu erhalten und die Erinnerung an sie zu bewahren.

## Würdigung
In Panitzsch:
- Margarete-Blank-Haus
- Gedenkstein im Zentrum
- Dr.-Margarete-Blank-Straße
- Dr.-Margarete-Blank-Grundschule

In Engelsdorf:
- Dr.-Margarete-Blank-Straße

In Thekla:
- Seniorenzentrum Dr. Margarete Blank

In Prenzlau:
- Seniorenzentrum Dr. Margarete Blank

In Torgau:
- medizinische Fachschule „Dr. Margarete Blank“[4]

Weiterhin hat die Leipziger Medizinfakultät einen Publikationspreis zu Ehren von Margarete Blank ausgelobt.